# Boreohelea afrotropica
Boreohelea afrotropica är en tvåvingeart som beskrevs av Clastrier och Delecolle 1990. Boreohelea afrotropica ingår i släktet Boreohelea och familjen svidknott.
Artens utbredningsområde är Guinea. Inga underarter finns listade i Catalogue of Life.